# Hilda Heine
Hilda Cathy Heine, conocida popularmente como Hilda Heine (Jaluit, Islas Marshall, 6 de abril de 1951) es una política y profesora marshalesa que se desempeña como la actual presidenta de las Islas Marshall. Es una conocida propulsora de los derechos de la mujer y la educación en el Pacífico. Inició su carrera política como independiente, siendo por primera vez diputada en el parlamento nacional Nitijeļā y seguidamente Ministra de Educación. Tras haber sido elegida por mayoría mediante votaciones, desde el día 28 de enero de 2016 fue la Presidente de las Islas Marshall, siendo la primera mujer en ocupar la presidencia del país y de cualquier estado de Micronesia.
Está casada con Thomas Kijiner y tiene cuatro hijos.

## Biografía
Nacida en el atolón marshalés de Jaluit, el día 6 de abril de 1951. Tras el paso de los años, al graduarse en secundaria se trasladó hacía los Estados Unidos, donde en 1970 se licenció en Magisterio por la Universidad de Oregón. Seguidamente en 1975 obtuvo un título de maestría en la Universidad de Hawái y unos años más tarde en 2004 hizo un doctorado educativo en la Universidad del Sur de California.
En 1975 tras finalizar parte de sus estudios superiores, regresó a su país y allí comenzó a trabajar hasta 1982 como profesora y consejera del principal instituto de secundaria "Marshall Islands High School" de la ciudad-capital Majuro.
En el 2000 fundó la asociación nacional "Women United Together Marshall Islands (WUTMI)", donde son unas grandes propulsoras en defensa de los derechos de la mujer. Desde 2005 pertenece a la organización para la educación y el aprendizaje "Pacific Resources for Education and Learning (PREL)", en la cual llegó a ser la Directora del Centro de Asistencia Integral del Pacífico "Pacific Regional Comprehensive Center: PRCC". En 2009 participó en la asociación para la educación sobre el cambio climático "The Pacific Islands Climate Education Partnership (PCEP)". También al mismo tiempo durante estos años, ha pertenecido al consejo asesor de liderazgo femenino del pacífico "Pacific Women Advisory Board", a la Comisión nacional de Educación y a la de Recursos humanos dentro del grupo de trabajo de sanidad.
Tiempo más tarde se inició profesionalmente en el mundo de la política como independiente y tras presentarse a la Elecciones parlamentarias por el atolón de Aur, consiguió un escaño como diputada del Nitijeļā (Parlamento Nacional). Durante esa su primera legislatura en el parlamento, pasó a formar parte del gabinete de presidencia y finalmente llegó a ser nombrada Ministra de Educación del país.
Actualmente tras la salida del gobierno del anterior presidente Casten Nemra que fue expulsado del cargo mediante una moción de censura presentada una semana después de su toma de posesión, en su lugar tras obtenerse una mayoría en el parlamento, Hilda Heine fue elegida como nueva 8ª Presidenta de las Islas Marshall, siendo investida en el cargo el día 28 de enero de 2016.
Tras ser elegida como nueva presidenta, cabe destacar que fue la primera mujer en toda la historia del país en ocupar la presidencias de las Islas. También fue la primera mujer presidenta de cualquiera de los estados de Micronesia y solo la cuarta en las naciones del Océano Pacífico, por detrás de Jenny Shipley y Helen Clark en Nueva Zelanda y Julia Gillard en Australia.
En 2020 buscó un segundo mandato, pero perdió en la votación de la primera sesión del parlamento y fue sucedida por David Kabua.